# Tonnoiriella turcica
Tonnoiriella turcica är en tvåvingeart som beskrevs av Wagner 1986. Tonnoiriella turcica ingår i släktet Tonnoiriella och familjen fjärilsmyggor.
Artens utbredningsområde är Turkiet. Inga underarter finns listade i Catalogue of Life.